# Футболист года в Сербии
Футболи́ст го́да в Се́рбии — ежегодная награда, присуждаемая с 1992 года лучшему футболисту Сербии (до этого Сербии и Черногории и Союзной Республики Югославия по итогам года.

## Победители

### Союзная Республика Югославия
- 1992 — Предраг Миятович ( Партизан)
- 1993 — Предраг Миятович ( Партизан)/( Валенсия)
- 1994 — не разыгрывалась
- 1995 — Деян Савичевич ( Милан)
- 1996 — не разыгрывалась
- 1997 — не разыгрывалась
- 1998 — Предраг Миятович ( Реал)
- 1999 — Синиша Михайлович ( Лацио)
- 2000 — Матея Кежман ( Партизан)
- 2001 — не разыгрывалась
- 2002 — не разыгрывалась
- 2003 — Никола Жигич ( Спартак Златибор Вода)/( (Црвена Звезда)

### Сербия и Черногория
- 2004 — не разыгрывалась
- 2005 — Неманья Видич ( Спартак) и Никола Жигич ( Црвена Звезда)

### Сербия
- 2006 — Деян Станкович ( Интер) и Никола Жигич ( Црвена Звезда)/( Расинг)
- 2007 — Никола Жигич ( Расинг)/( Валенсия)
- 2008 — Неманья Видич ( Манчестер Юнайтед)
- 2009 — Милош Красич ( ЦСКА (Москва))[1]
- 2010 — Деян Станкович ( Интер)[2]
- 2011 — Александар Коларов ( Манчестер Сити)[3]
- 2012 — Бранислав Иванович ( Челси)[4]
- 2013 — Бранислав Иванович ( Челси)[5]
- 2014 — Неманья Матич ( Челси)[6]
- 2015 — Неманья Матич ( Челси)
- 2016 — Душан Тадич ( Саутгемптон)
- 2017 — Владимир Стойкович ( Партизан)
- 2018 — Александар Митрович ( Фулхэм)
- 2019 — Душан Тадич ( Аякс)
- 2020 — награда не вручалась
- 2021 — Душан Тадич ( Аякс)

- 2022 — Александар Митрович ( Фулхэм)
- 2023 — Александар Митрович ( Аль-Хиляль (Эр-Рияд))
- 2024 — Душан Влахович ( Ювентус)